# Alberto Jori
Alberto Jori (Mantova, Italia, 1965), barón, es un jurista, filósofo y politólogo italiano. 
Alberto Jori es un filósofo italiano neo-aristotélico.
Nacido en Mantua, del lado de su padre es descendiente de una antigua familia nobiliaria suiza de barones (Freiherren) del Cantón del Tesino y patricios de Zúrich.
Del lado de su madre está emparentado con una larga línea de Rabinos mantues, de la cual el famoso cabalista Solomon Aviad Sar Shalom Basailea también fue miembro. Estudió en Padua, Cambridge y
Heidelberg, y recibió una beca de la Fundación Alexander von Humboldt. En
2003 ganó con su libro "Aristóteles" el Premio de la Academia Internacional de
Historia de las Ciencias (París, Sorbona). Es profesor de filosofía en la Universidad de Tubinga, Alemania, y es un destacado exponente de la Escuela de "Filosofía Práctica“. Es miembro de las siguientes instituciones: " Accademia Ambrosiana", "Accademia Nazionale Virgiliana",
y "International Academy of the History of Science". Además es
cofundador de la "Academia Judaica/'Tarbut' - International Academy of
Jewish Studies". 
Jori ha analizado las ventajas y desventajas del liberalismo y del socialismo, tratando de mostrar que quienes defienden ambas ideologías basan sus actividades en el respeto al orden constitucional y en el rechazo a los métodos antidemocráticos.

## Obras
- La responsabilità ecologica (cur.), Studium, Roma 1990 ISBN 88-382-3624-0
- Medicina e medici nell'antica Grecia. Saggio sul 'Perì technes' ippocratico, il Mulino, Bologna-Napoli 1996 ISBN 88-15-05792-7
- Aristotele, Il cielo (cur.), Rusconi, Sant'Arcangelo di Romagna 1999 (II ed. Bompiani, Milano 2002) ISBN 88-452-9213-4
- Lessing, Gli ebrei (cur.), Bompiani, Milano 2002
- Aristotele, Bruno Mondadori, Milano 2003 ISBN 88-424-9737-1
- Identità ebraica e sionismo in Alberto Cantoni, Giuntina, Firenze 2004 ISBN 88-8057-207-5
- Hermann Conring (1606-1681). Der Begründer der deutschen Rechtsgeschichte, MVK, Tübingen 2006 ISBN 3-935625-59-6